# Triodontella dispar
Triodontella dispar är en skalbaggsart som beskrevs av Leon Fairmaire 1892. Triodontella dispar ingår i släktet Triodontella och familjen Melolonthidae. Inga underarter finns listade i Catalogue of Life.